# Cofilina

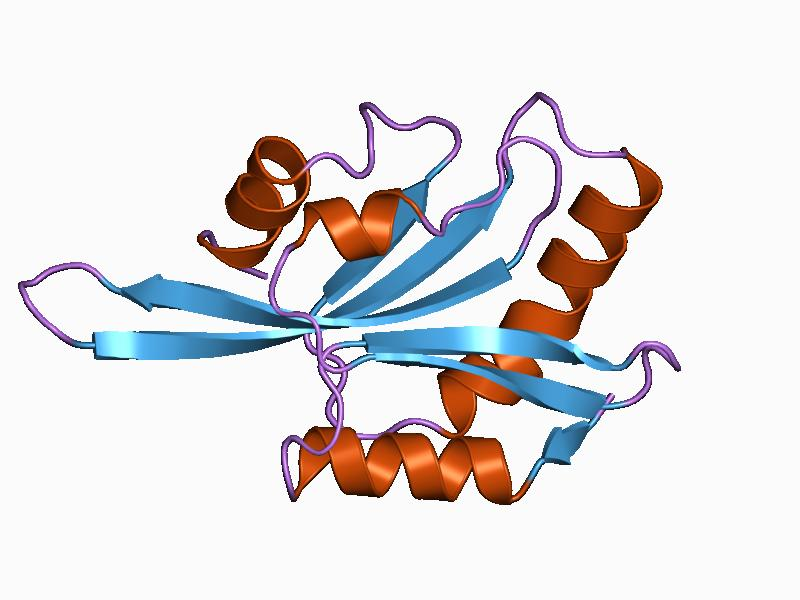
Representació de la cofilina (factor despolimeritzador de l'actina, ADF).

La cofilina (també anomenada factor despolimeritzador de l'actina o ADF per les seves sigles en anglès) és una família de proteïnes d'unió a l'actina que intervenen en la despolimerització dels filaments d'actina. La cofilina pot unir-se al llarg dels filament d'actina, fent que s'enrosqui més del que és habitual. D'aquesta forma genera una tensió que afavoreix el trencament del filament. Els fragments resultants poden servir com a nuclis per a la polimerització de nous filaments. A més, afavoreix que es desprenguin monòmers d'actina amb ADP per l'extrem menys. Això potencia l'intercanvi rotatori o treadmilling.